# Hiroki Aratani
Hiroki Aratani (荒谷 弘樹, Aratani Hiroki) est un footballeur japonais né le 6 août 1975.